# Faia (Cabeceiras de Basto)
Faia is een plaats (freguesia) in de Portugese gemeente Cabeceiras de Basto en telt 687 inwoners (2001).